# فرودگاه نینگان
فرودگاه نینگان (به انگلیسی: Nyngan Airport) یک فرودگاه با کد یاتا NYN است که یک باند فرود آسفالت دارد و طول باند آن ۱۶۴۳ متر است. این فرودگاه در کشور استرالیا قرار دارد و در ارتفاع ۱۷۳ متری از سطح دریا واقع شده‌است.